# Α-bromoisovalerato di D-bornile
L'α-bromoisovalerato di D-bornile è un sedativo, usato specialmente negli stati nevrotici e ansiosi e nelle nevrosi gastriche.
Si presenta come un liquido limpido, oleoso, incolore, con odore debolmente aromatico e sapore lieve, insolubile in acqua, solubile nei comuni solventi organici.